# Šefela

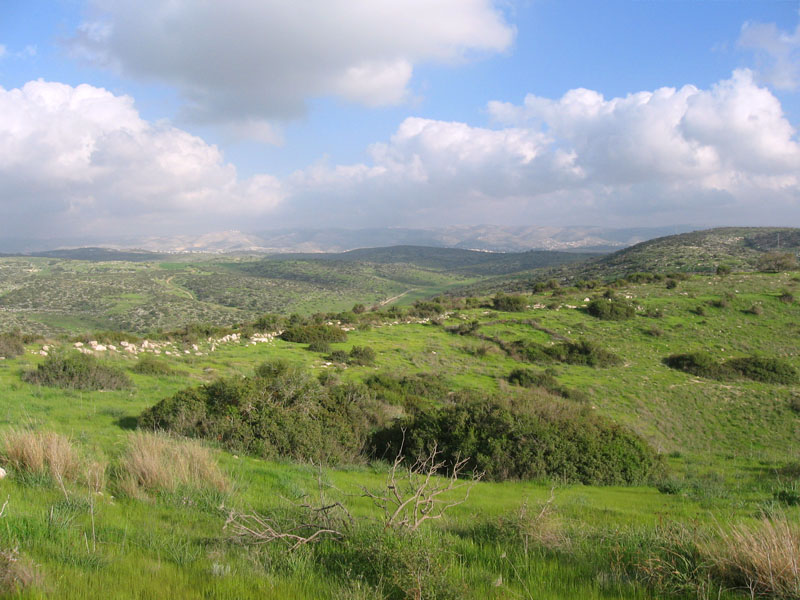
Typický pohled na horní Šefelu

Šefela (hebrejsky: הַשְּפֵלָה, doslova „nížina) či Judská nížina (hebrejsky: שְׁפֵלַת יְהוּדָה, Šefelat Jehuda) nebo také Přímořská nížina je označení pro oblast v jiho-centrálním Izraeli. Jedná se o 10–15 kilometrů dlouhou kopcovitou oblast Judeje mezi horou Hebron a pobřežní planinou, nacházející se v nadmořské výšce 120 až 450 m n. m. Jsou zde úrodné půdy a mírné středomořské polopouštní klima. Šefela byla jedním z míst přiřčených biblickému kmeni Juda. Přímo je zmíněna na několika místech v Tanachu.
| „                | Z Judských měst a z okolí Jeruzaléma, ze země Benjamínovy, z Přímořské nížiny, z pohoří z Negebu přijdou a přinesou do Hospodinova domu oběť zápalnou, obětní hod i oběť přídavnou a kadidlo, přinesou i oběť děkovnou | “ |
| — Jeremjáš 17:26 | |   |

## Dějiny

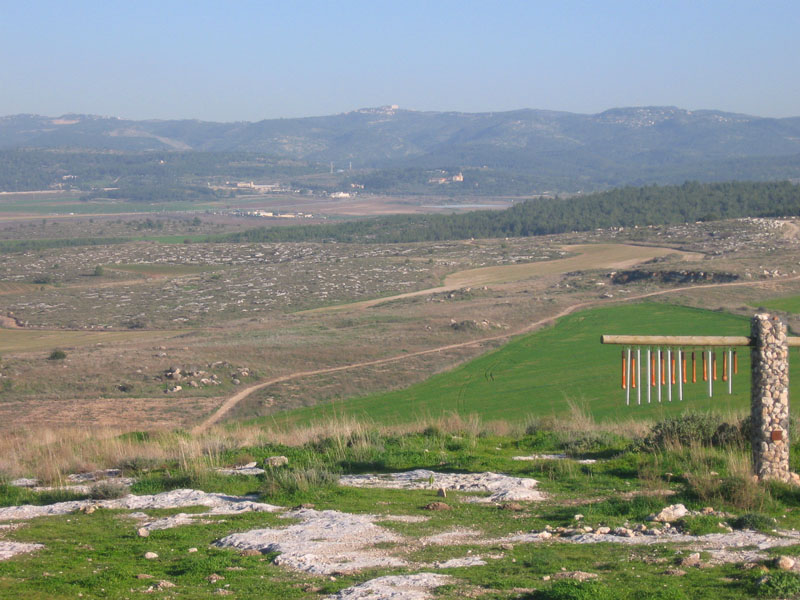
Ajalonské údolí

### Starověké osídlení
Tanach zmiňuje, že se v biblických dobách v šefelských údolích nacházela mnohá významná města. V nejsevernějším údolí Ajalón se nacházelo město Gezer. V údolí Sorek a údolí Ela se nacházela města Timna, Bejt Šemeš a Azeka. Na jihu stávalo nad údolím Lakiš stejnojmenné město Lakiš a později pak město Mareša. Tato strategická města byla místem mnohých bitev a byla zvláště aktivní během povstání Bar Kochby, kdy byly mnohé zdejší kopce propojeny propracovaným systémem bunkrů kvůli bojů proti Římanům.

### Moderní význam
V současnosti je Šefela převážně zemědělská oblast s velkým množstvím vesnických sídel zaměřených na zemědělství. Východní kopce jsou tvořeny vápenitými sedimenty a v této části se nachází mnoho malých osad

## Geologie
Jednou z hlavních charakteristik oblasti jsou kopce tvořeny slínem pokrytou křídou, neboť nedaleké Judské hory jsou tvořeny tvrdou křídou a dolomity. V údolích a níže položených oblastech se nachází půdy s vysokým podílem písků, stejně jako velké plochy úrodné půdy. Sezónní bažiny se vyskytují během období dešťů. V jižní části se nachází velké množství spraše, zatímco severně od Aškelonu jsou jíly.